# Palestine Exchange
Die Palestine Exchange (PEX; arabisch: بورصة فلسطين, romanisiert: Būrṣat Filasṭīn) ist eine Wertpapierbörse mit Sitz in Nablus in den palästinensischen Gebieten. Die PEX wurde 1995 gegründet und steht unter der Aufsicht der Palästinensischen Kapitalmarktbehörde (CMA).

## Geschichte
Die Palestine Exchange (PEX) wurde Anfang 1995 als private Aktiengesellschaft gegründet, mit der Palestine Development & Investment Company (PADICO) als Hauptaktionär. Die Palästinensische Autonomiebehörde (PA) genehmigte im Juli 1995 den von PADICO geförderten Entwurfs- und Arbeitsplan, und die PEX stellte ein Projektteam zusammen, um eine vollständig elektronische Börse und Verwahrstelle einzurichten. EFA Software Services, ein kanadisches Unternehmen, stellte sowohl die Handels- als auch die Abwicklungs- und Clearingsysteme bereit. Im August 1996 war die PEX voll funktionsfähig und am 7. November 1996 unterzeichnete die PEX eine Betriebsvereinbarung mit der PA, die die Lizenzierung und Qualifizierung von Maklerfirmen ermöglichte. Am 18. Februar 1997 führte die PEX ihre erste Handelssitzung durch. Die PEX startete am 24. April 2007 ein E-Trading-Portal. Die PEX ist Mitglied der Federation of Euro-Asian Stock Exchanges (FEAS).

## Indizes
Der Leitindex ist der Al-Quds Index.

## Mitgliedschaften
Die Börse ist Mitglied von:
- World Federation of Exchanges[4]
- Arab Federation of Exchanges[5]
- Sustainable Stock Exchanges Initiative